# Helichrysum oreophilum
Helichrysum oreophilum là một loài thực vật có hoa trong họ Cúc. Loài này được Klatt mô tả khoa học đầu tiên.